# Pavetta microthamnus
Pavetta microthamnus är en måreväxtart som beskrevs av Karl Moritz Schumann. Pavetta microthamnus ingår i släktet Pavetta och familjen måreväxter. Inga underarter finns listade i Catalogue of Life.